# Peredo dos Castelhanos
Peredo dos Castelhanos ist ein Ort und eine ehemalige Gemeinde (Freguesia) im portugiesischen Kreis Torre de Moncorvo. Die Gemeinde hatte 112 Einwohner (Stand 30. Juni 2011).
Am 29. September 2013 wurden die Gemeinden Peredo dos Castelhanos und Urrós zur neuen Gemeinde União das Freguesias de Urrós e Peredo dos Castelhanos zusammengeschlossen.